# Savatage/Diskografie
Diese Diskografie ist eine Übersicht über die musikalischen Werke der US-amerikanischen Heavy-Metal-Band Savatage. Die erfolgreichsten Veröffentlichungen sind die Studioalben Gutter Ballet und Poets and Madmen, mit denen sie jeweils Platz sieben der deutschen Albumcharts erreichte.

## Alben

### Studioalben
| Jahr | Titel Musiklabel                           | Höchstplatzierung, Gesamtwochen, AuszeichnungChartplatzierungen (Jahr, Titel, Musiklabel, Platzierungen, Wochen, Auszeichnungen, Anmerkungen) | Höchstplatzierung, Gesamtwochen, AuszeichnungChartplatzierungen (Jahr, Titel, Musiklabel, Platzierungen, Wochen, Auszeichnungen, Anmerkungen) | Höchstplatzierung, Gesamtwochen, AuszeichnungChartplatzierungen (Jahr, Titel, Musiklabel, Platzierungen, Wochen, Auszeichnungen, Anmerkungen) | Höchstplatzierung, Gesamtwochen, AuszeichnungChartplatzierungen (Jahr, Titel, Musiklabel, Platzierungen, Wochen, Auszeichnungen, Anmerkungen) | Anmerkungen                                                            |
| Jahr | Titel Musiklabel                           | DE | AT | CH | US | Anmerkungen                                                            |
| ---- | ------------------------------------------ | --- | --- | --- | --- | ---------------------------------------------------------------------- |
| 1983 | Sirens Par Records                         | DE16 (1 Wo.)DE | — | — | — | Erstveröffentlichung: 11. April 1983 Charteinstieg in DE erst 2021     |
| 1985 | Power of the Night Atlantic Records        | DE61 (1 Wo.)DE | — | — | — | Erstveröffentlichung: 20. Mai 1985 Charteinstieg in DE erst 2021       |
| 1986 | Fight for the Rock Atlantic Records        | DE67 (1 Wo.)DE | — | — | US158 (7 Wo.)US | Erstveröffentlichung: 30. Juni 1986 Charteinstieg in DE erst 2021      |
| 1987 | Hall of the Mountain King Atlantic Records | DE26 (1 Wo.)DE | — | CH48 (1 Wo.)CH | US116 (23 Wo.)US | Erstveröffentlichung: 28. September 1987 Charteinstieg in DE erst 2022 |
| 1989 | Gutter Ballet Atlantic Records             | DE7 a (13 Wo.)DE | — | CH39 (1 Wo.)CH | US124 (12 Wo.)US | Erstveröffentlichung: 1. Dezember 1989 Charteinstieg in CH erst 2022   |
| 1991 | Streets – A Rock Opera Atlantic Records    | DE9 (1 Wo.)DE | — | — | — | Erstveröffentlichung: 4. Oktober 1991 Charteinstieg in DE erst 2022    |
| 1993 | Edge of Thorns Atlantic Records            | DE15 b (8 Wo.)DE | — | — | — | Erstveröffentlichung: 2. April 1993                                    |
| 1994 | Handful of Rain Atlantic Records           | DE20 b (6 Wo.)DE | — | — | — | Erstveröffentlichung: 15. August 1994                                  |
| 1995 | Dead Winter Dead Atlantic Records          | DE35 c (4 Wo.)DE | — | CH98 (1 Wo.)CH | — | Erstveröffentlichung: 22. September 1995 Charteinstieg in CH erst 2022 |
| 1997 | The Wake of Magellan Atlantic Records      | DE11 (7 Wo.)DE | — | CH99 (1 Wo.)CH | — | Erstveröffentlichung: 15. September 1997 Charteinstieg in CH erst 2022 |
| 2001 | Poets and Madmen Nuclear Blast             | DE7 (4 Wo.)DE | AT70 (1 Wo.)AT | CH97 (1 Wo.)CH | — | Erstveröffentlichung: 3. April 2001                                    |

### Livealben
| Jahr | Titel                                                          | Höchstplatzierung, Gesamtwochen, AuszeichnungChartplatzierungen (Jahr, Titel, Platzierungen, Wochen, Auszeichnungen, Anmerkungen) | Höchstplatzierung, Gesamtwochen, AuszeichnungChartplatzierungen (Jahr, Titel, Platzierungen, Wochen, Auszeichnungen, Anmerkungen) | Höchstplatzierung, Gesamtwochen, AuszeichnungChartplatzierungen (Jahr, Titel, Platzierungen, Wochen, Auszeichnungen, Anmerkungen) | Höchstplatzierung, Gesamtwochen, AuszeichnungChartplatzierungen (Jahr, Titel, Platzierungen, Wochen, Auszeichnungen, Anmerkungen) | Anmerkungen                                                                  |
| Jahr | Titel                                                          | DE | AT | CH | US | Anmerkungen                                                                  |
| ---- | -------------------------------------------------------------- | --- | --- | --- | --- | ---------------------------------------------------------------------------- |
| 1995 | Japan Live ’94 Atlantic Records                                | — | — | — | — | Erstveröffentlichung: 25. Januar 1995 Wiederveröffentlichung: 9. August 2024 |
| 1995 | Ghost in the Ruins – A Tribute to Criss Oliva Atlantic Records | DE56 (1 Wo.)DE | — | — | — | Erstveröffentlichung: 15. Dezember 1995                                      |

### Kompilationen
| Jahr | Titel                         | Höchstplatzierung, Gesamtwochen, AuszeichnungChartplatzierungen (Jahr, Titel, Platzierungen, Wochen, Auszeichnungen, Anmerkungen) | Höchstplatzierung, Gesamtwochen, AuszeichnungChartplatzierungen (Jahr, Titel, Platzierungen, Wochen, Auszeichnungen, Anmerkungen) | Höchstplatzierung, Gesamtwochen, AuszeichnungChartplatzierungen (Jahr, Titel, Platzierungen, Wochen, Auszeichnungen, Anmerkungen) | Höchstplatzierung, Gesamtwochen, AuszeichnungChartplatzierungen (Jahr, Titel, Platzierungen, Wochen, Auszeichnungen, Anmerkungen) | Anmerkungen                        |
| Jahr | Titel                         | DE | AT | CH | US | Anmerkungen                        |
| ---- | ----------------------------- | --- | --- | --- | --- | ---------------------------------- |
| 2010 | Still the Orchestra Plays SPV | DE67 (1 Wo.)DE | — | — | — | Erstveröffentlichung: 2. März 2010 |

Weitere Kompilationen
- 1996: From the Gutter to the Stage
- 1997: The Best and the Rest
- 1998: Believe
- 2015: Return to Wacken

### EPs
| Jahr | Titel                                   | Höchstplatzierung, Gesamtwochen, AuszeichnungChartplatzierungen (Jahr, Titel, Platzierungen, Wochen, Auszeichnungen, Anmerkungen) | Höchstplatzierung, Gesamtwochen, AuszeichnungChartplatzierungen (Jahr, Titel, Platzierungen, Wochen, Auszeichnungen, Anmerkungen) | Höchstplatzierung, Gesamtwochen, AuszeichnungChartplatzierungen (Jahr, Titel, Platzierungen, Wochen, Auszeichnungen, Anmerkungen) | Höchstplatzierung, Gesamtwochen, AuszeichnungChartplatzierungen (Jahr, Titel, Platzierungen, Wochen, Auszeichnungen, Anmerkungen) | Anmerkungen                                                       |
| Jahr | Titel                                   | DE | AT | CH | US | Anmerkungen                                                       |
| ---- | --------------------------------------- | --- | --- | --- | --- | ----------------------------------------------------------------- |
| 2021 | The Dungeons Are Calling Combat Records | DE15 (1 Wo.)DE | — | — | — | Erstveröffentlichung: 22. März 1984 Charteinstieg in DE erst 2021 |

Weitere EPs
- 1994: Chance
- 1995: Doesn’t Matter Anyway

## Singles
| Jahr | Titel Album                | Höchstplatzierung, Gesamtwochen, AuszeichnungChartplatzierungen (Jahr, Titel, Album, Platzierungen, Wochen, Auszeichnungen, Anmerkungen) | Höchstplatzierung, Gesamtwochen, AuszeichnungChartplatzierungen (Jahr, Titel, Album, Platzierungen, Wochen, Auszeichnungen, Anmerkungen) | Höchstplatzierung, Gesamtwochen, AuszeichnungChartplatzierungen (Jahr, Titel, Album, Platzierungen, Wochen, Auszeichnungen, Anmerkungen) | Höchstplatzierung, Gesamtwochen, AuszeichnungChartplatzierungen (Jahr, Titel, Album, Platzierungen, Wochen, Auszeichnungen, Anmerkungen) | Anmerkungen                           |
| Jahr | Titel Album                | DE | AT | CH | US | Anmerkungen                           |
| ---- | -------------------------- | --- | --- | --- | --- | ------------------------------------- |
| 2001 | Commissar Poets and Madmen | DE88 (1 Wo.)DE | — | — | — | Erstveröffentlichung: 5. Februar 2001 |

Weitere Singles
- 1985: Hard for Love
- 1985: In the Dream
- 1986: Out on the Streets
- 1987: Hall of the Mountain King
- 1987: Strange Wings
- 1989: Gutter Ballet
- 1989: When the Crowds Are Gone
- 1991: Jesus Saves
- 1991: Sammy and Tex
- 1993: Edge of Thorns
- 1993: He Carves His Stone
- 1994: Handful of Rain
- 1995: Chance
- 1995: Doesn’t Matter Anyway
- 1995: Dead Winter Dead
- 1996: One Child
- 1998: Turns to Me
- 2001: Drive

## Videografie

### Videoalben
- 1995: Japan Live ’94
- 2013: Streets: A Rock Opera Narrated Version + The Video Collection

### Musikvideos
- 1987: Hall of the Mountain King
- 1987: 24 Hours Ago
- 1989: Gutter Ballet
- 1989: When the Crowds Are Gone
- 1991: Jesus Saves
- 1993: Edge of Thorns
- 1993: Sleep
- 1994: Handful of Rain
- 1996: One Child

## Statistik

### Chartauswertung
|                     | DE     | AT    | CH    | US    |
| ------------------- | ------ | ----- | ----- | ----- |
| Nummer-eins-Alben   | DE—DE  | AT—AT | CH—CH | US—US |
| Top-10-Alben        | DE3DE  | AT—AT | CH—CH | US—US |
| Alben in den Charts | DE14DE | AT1AT | CH5CH | US3US |

|                       | DE    | AT    | CH    | US    |
| --------------------- | ----- | ----- | ----- | ----- |
| Nummer-eins-Singles   | DE—DE | AT—AT | CH—CH | US—US |
| Top-10-Singles        | DE—DE | AT—AT | CH—CH | US—US |
| Singles in den Charts | DE1DE | AT—AT | CH—CH | US—US |